# Камельо, Серхио
Се́рхио Каме́льо Пе́рес (исп. Sergio Camello Pérez; род. 10 февраля 2001) — испанский футболист, нападающий клуба «Райо Вальекано».

## Клубная карьера
Серхио Камельо присоединился к молодёжной команде «Атлетико Мадрид» в 2009 году, в возрасте восьми лет.
Его дебют за резервную команду состоялся 23 сентября 2018 года в матче Сегунды Б против «Навалькарнеро», тогда Камельо вышел на замену во втором тайме и сравнял счёт.
За основную команду «матрасников» в Примере он впервые сыграл 18 мая 2019 года, выйдя на замену в перерыве вместо Томаса Парти, и сравнял счёт в выездном матче против «Леванте», став тем самым первым игроком, родившийся в XXI веке, забившим за «Атлетико».
26 ноября 2020 года Серхио дебютировал в Лиге чемпионов УЕФА в матче против московского «Локомотива».
31 августа 2021 года был отдан в аренду на сезон 2021/22 в клуб «Мирандес». По окончании сезона стал пятым лучшим бомбардиром Второго дивизиона Испании по футболу 2021/2022.
3 августа 2022 перешёл на правах годичной аренды в мадридский «Райо Вальекано». 13 августа дебютировал за «Райо» в матче первого тура Чемпионата Испании против «Барселоны».

## Карьера в сборной
Серхио вызывался в юношеские сборные Испании различных возрастов.

## Достижения
Атлетико Мадрид
- Чемпион Испании: 2020/21

Сборная Испании
- Олимпийский чемпион: 2024